# ربکا باردو
برکا باردو (انگلیسی: Rebecca Bardoux؛ زاده ۱۸ اوت ۱۹۶۳) یک بازیگر پورنوگرافی اهل ایالات متحده آمریکا است.